# Kapela sv. Ivana Krstitelja u Grabovcu
Kapela sv. Ivana Krstitelja nalazi se u zaselku Vrdoljacima, jugozapadno od Grabovca, općina Šestanovac.

## Opis dobra
Kapela sv. Ivana Krstitelja nalazi se u zaselku Vrdoljaci, jugozapadno od naselja Grabovac u općini Šestanovac. Obiteljsku kamenu jednobrodnu kapelu s polukružnom apsidom je 1875. god. dao sagraditi domaći svećenik don Ivan Vrdoljak. Glavno pročelje ima centralno smješten portal, iznad kojeg je šesterokraka rozeta s ukrašenim obrubom, a završava jednodijelnom preslicom na zvono. Unutrašnjost kapele je presvođena bačvastim svodom, a u interijeru dominira oslikani i reljefno ukrašeni drveni oltar za kojeg se pretpostavlja da potječe iz lokalne radionice obitelji Rako iz Imotskog, koja je u drugoj polovici 19.st. izrađivala oltare od drva u baroknom stilu za crkve Imotske i Vrgorske krajine.

## Zaštita
Pod oznakom Z-6760 zavedena je kao nepokretno kulturno dobro - pojedinačno, pravna statusa zaštićena kulturnog dobra, klasificirano kao sakralna graditeljska baština.